# Decimilla
La decimilla es una estrofa de arte menor de la métrica en lengua castellana, que consiste en diez versos con métrica menor a ocho sílabas, cuya estructura de rimas puede ser alternada o con estructura fija similar a la espinela abbaaccddc.
Jacinto Cordeiro (1606-1646), es el autor que produjo más estrofas del tipo decimilla hexasílaba, para el teatro. La primera comedia por orden cronológico con décimas hexasilábicas constituye la segunda parte de la bilogía formada por La primera parte de Duarte Pacheco y La segunda parte de la adversa fortuna de Duarte Pacheco. Hacia el final del acto II, doña Elena pronuncia los siguientes versos:

DOÑA ELENA

Príncipe don Juan,
llorando a tus ojos,
con ciegos enojos
mis ojos están.
Si, a fuerza,
galán mío quieres ser,
en vano el querer
contra mí te esfuerza,
que en gusto no hay fuerza,
ni en amor poder.

Yo a Pacheco adoro,
porque solo fío
de su amor y el mío
mi honrado decoro.
Sus desdichas lloro,
porque son por mí,
y a quererte a ti
ni puedo, ni quiero.
Por Pacheco muero,

que para él nací.
Y así, si le ofende

tu rigor estraño,
claro el desengaño
de mi boca entiende:
que en vano pretende
tu error dividir
dos almas, que unir
supo amor de suerte,
que, por no quererte,
sabré yo morir.

¡Desnuda la espada,
provoca tu furia!
¡Da a tan vil injuria
suspensión airada,
que yo, como honrada,
cuando tú, crüel,
procures de Abel
ser fiero Caín,
por último fin,

moriré con él!
Jacinto Cordeiro